# Botby kyrka
Botby kyrka (finska: Vartiokylän kirkko) är en kyrka i Botbyåsens egnahemshusområde i Helsingfors. Den planerades av Pekka Laurila, och blev klar år 1958. Kyrkans orgel med 16 register är tillverkad av östtyska Gemlich. Kyrkan grundrenoverades 1998–2000. Den används av Botby församling.